# يوباي
يوباي (بالإنجليزية: Ubuy)‏ هي منصة تسوق عبر الإنترنت عابرة للحدود تقدم خدمات البيع بالتجزئة على مستوى عالمي للعملاء والزبائن في أكثر من 180 دولة.
يقع المقر الرئيسي لشركة يوباي في الكويت.

## تاريخ يوباي
تأسست يوباي في عام 2012  في الكويت من قبل ضاري العبدالهادي وعبد الوهاب العثمان.
في عام 2023، تعاونت يوباي مع شركة نوفاي (بالإنجليزية: Nuvei)‏ الكندية المتخصصة في التكنولوجيا المالية لتوسيع خيارات الدفع المتاحة، بما في ذلك خيار "اشترِ الآن وادفع لاحقًا".
في عام 2024، أعلنت منصة التجارة الإلكترونية العالمية يوباي عن افتتاح أول مستودع لها في ألمانيا. كما صُنفت يوباي ضمن قائمة 50 شركة تكنولوجيا الأسرع نمواً من قبل ديلويت.

## العمليات
تدير يوباي سبعة مستودعات، ومن خلال موقعها الإلكتروني، يمكن للمستخدمين شراء واستيراد السلع من خارج بلادهم، حيث يتم تسليم هذه السلع بواسطة يوباي باستخدام خدمات الشحن الدولية مثل فيديكس ودي إتش إل إكسبريس.